# 岡田進裕
岡田 進裕（おかだ のぶひろ、1928年6月23日 - 2014年2月19日）は、日本の政治家。兵庫県明石市長（3期）。

## 来歴
1928年（昭和3年）6月23日、兵庫県明石市に生まれる。神戸高等工業学校（のち神戸大学工学部を経て、現在の神戸大学大学院工学研究科・工学部）卒業。明石市役所に入り、水道部長、土地開発公社理事長、助役などを歴任する。1991年明石市長に初当選する。1995年、1999年に再選。
2001年7月21日に明石花火大会歩道橋事故が発生、多数の死傷者を出した。同年12月30日には明石市の大蔵海岸を歩いていた4歳の女児が、人工砂浜の陥没による穴に落ちて生き埋めになり、明石市立市民病院に救急搬送されたが、意識が戻らないまま翌2002年5月26日に死亡した（明石砂浜陥没事故）。
岡田は、在任中に市内で相次いで発生したこれらの事件について責任を取る形で、3期目途中の2003年の任期満了前に市長を辞職した。
2014年（平成26年）2月19日に死去した。